# Noogimaa
Noogimaa est une île d'Estonie en mer Baltique.

## Géographie
Elle se situe au sud de Vilsandi et à la pointe ouest de Saaremaa. Elle fait partie de la commune de Kihelkonna et est accessible à pied en passant par Mihklirahu, Käkirahu et Kalarahu ou directement par Vilsandi.